# Gears of War 3
Gears of War 3 er det tredje spil i Gears of War serien. Spillet bliver udviklet af Epic Games og udgivet af Microsoft Game Studios. Det var først meningen, at spillet skulle udgives i April 2011, men det blev udsat. Den officielle release dato var 20. september 2011 for Nordamerika og EU og 22. september i Japan.
Spillet blev annonceret i april 2010 af spillets chefdesigner, Cliff Bleszinski, i den amerikanske tv program Late Night With Jimmy Fallon. Det var også der den første trailer, Ashes to Ashes, blev afsløret.

## Historie
Gears of War 3 tager fat 18 måneder efter Gears of War 2 sluttede. Ifølge Cliff Bleszinski kommer Menneske-Locust krigen til en konklusion i den tredje spil i serien.